# Décret présidentiel 13769
Lire en ligne

(en) Protecting the Nation from Foreign Terrorist Entry into the United States

Le décret présidentiel 13769, intitulé Protéger la Nation de l'entrée de terroristes étrangers aux États-Unis, est un décret exécutif signé le 27 janvier 2017 par Donald Trump, alors président des États-Unis, qui suspend le programme d'admission des réfugiés aux États-Unis (en) (USRAP) et l'entrée sur le territoire des citoyens de l'Irak, l'Iran, la Libye, la Somalie, le Soudan, la Syrie et du Yémen.
Le 20 janvier 2021, le président Joe Biden a révoqué le décret présidentiel 13780 et ses proclamations connexes dans la Proclamation présidentielle 10141.

## Contexte
La décision est prise dans le cadre de la réalisation de la promesse de campagne de Donald Trump pour l'élection présidentielle américaine de 2016 de restreindre l'immigration musulmane.  Plus précisément, il évoqua une «interdiction temporaire, conditionnelle et totale» d’entrée des musulmans aux États-Unis 
En juin 2016, surfant sur l’émotion populaire consécutive à la fusillade survenue à Orlando, Twitter renouvelle son appel en faveur d’une interdiction de l’immigration des musulmans.   Devenu le président des États-Unis le 20 janvier 2017, il déclare, en l’absence de toute preuve, qu'un grand nombre de terroristes utilisent le programme d'admission des réfugiés aux États-Unis pour rentrer dans le pays. Candidat, il avait promis de suspendre l'immigration des « régions sujettes au terrorisme »,.

## Contenu

Carte des pays touchés par le décret exécutif.

Le décret suspend le programme d'admission des réfugiés aux États-Unis pendant 120 jours, après quoi le programme reprendra, mais sous des conditions particulières à chaque pays.
Le décret suspend également l'entrée, sans considération pour les visas déjà accordés, des citoyens de l'Irak, l'Iran, la Libye, la Somalie, le Soudan et du Yémen pendant 90 jours, et de la Syrie pour une période indéfinie. La liste de ces pays sera par la suite mise à jour,.
À la suite de la signature du décret, le département de la Sécurité intérieure a émis une ordonnance exemptant de ses effets les titulaires de carte verte (alors que le décret d'origine ne les en exemptait pas) et traitera des exceptions au cas par cas.

## Mise en place
Peu après que le décret est promulgué, le 27 janvier à 16 h 42, les autorités frontalières commencent à appliquer les nouvelles règles.
Les personnes concernées par le décret se voient refuser l'accès aux vols à destination des États-Unis, même avec un visa valide. Celles déjà en cours de voyage lors de l'entrée en vigueur se retrouvent bloquées. Les médias rapportent le blocage de diverses catégories de voyageurs obligés de faire demi-tour : des réfugiés, des chrétiens, mais aussi des étudiants ou possesseurs de cartes vertes revenant aux États-Unis après un séjour à l'étranger,.
En mars 2017, Donald Trump propose un nouveau décret anti-immigration limitant le nombre de pays concernés, la protection des résidents permanents, de nouvelles conditions concernant les réfugiés syriens. Même ce nouveau décret n'exclut pas une nouvelle bataille judiciaire.

## Réactions

### Aux États-Unis
Le 30 janvier, la procureure générale par intérim Sally Yates a été limogée pour avoir refusé de mettre en œuvre le décret. Une note interne du département d'État signée par plusieurs diplomates condamne la résolution.

### Réactions internationales
L'Iran, l'un des pays touchés par le décret, a décidé d'appliquer le principe de réciprocité interdisant ainsi aux citoyens des États-Unis de venir en Iran jusqu'à la levée du décret.
L'Organisation internationale pour les migrations ainsi que le Haut Commissariat des Nations unies pour les réfugiés ont également appelé les États-Unis à poursuivre leur tradition d'accueil des réfugiés.
Malala Yousafzai, qui a reçu le prix Nobel de la paix en 2014, a déclaré dans un communiqué « [avoir] le cœur brisé ».
En 2017, le président de la Chambre des communes du Royaume-Uni John Bercow fait la une des journaux en refusant d'inviter Donald Trump à s'exprimer devant le Parlement malgré la demande de la Première ministre Theresa May. Il invoque notamment le décret présidentiel 13769, et est soutenu par une majorité de députés.

## Poursuites judiciaires
Le texte peut changer fréquemment, n’est peut-être pas à jour et peut manquer de recul. 
Le titre et la description de l'acte concerné reposent sur la qualification juridique retenue lors de la rédaction de l'article et peuvent évoluer en même temps que celle-ci.
Dès le lendemain de la publication du décret, plusieurs associations de défense des droits civiques américaines dont l'Union américaine pour les libertés civiles ont attaqué le texte en justice. À la suite de l'interpellation de deux citoyens irakiens à l'aéroport JFK de New-York, un recours visant Trump et le ministère de la Sécurité intérieure a été déposé devant un tribunal fédéral de New York. Le 28 janvier au soir, la juge fédérale de Brooklyn Ann Donnelly a ordonné aux autorités de ne procéder à aucune expulsion des ressortissants concernés par le texte et disposant de papiers les autorisant à entrer sur le territoire des États-Unis. Les juges de Virginie et du Massachusetts Leonie Brinkema (en) et Allison Dale Burroughs (en) statuent dans le même sens dans les heures qui suivent.
Le procureur général de l'état de Washington, Bob Ferguson, engage le 30 janvier une procédure concernant la non constitutionnalité de ce décret présidentiel. Le 3 février 2017, le juge fédéral James Robart (en) bloque temporairement le décret sur l'ensemble du territoire américain afin de permettre l'examen de la plainte de Bob Ferguson. Cette décision autorise  les ressortissants des sept pays musulmans visés et munies de visas valides qui n'ont pas été physiquement annulés à rentrer aux États-Unis, la diplomatie américaine a dû revenir sur la révocation de plus de 60 000 visas. Le 9 février 2017 la Cour fédérale d'appel de San Francisco confirme le gel dans un verdict unanime des trois juges. La Maison-Blanche décide par la suite d'abandonner les procédures.

## Justification
Ce décret a été justifié par la conseillère du président Kellyanne Conway comme la réponse du gouvernement Trump à un prétendu massacre de Bowling Green - massacre purement fictif - dans une interview donnée le 2 février 2017 au journal d’informations télévisées Hardball with Chris Matthews.